# Зуав (картина Ван Гога)
«Зуав» (фр. Le zouave) — портрет работы голландского художника Винсента Ван Гога, написанная в 1888 году в Арле. Картина находится в Музее ван Гога в Амстердаме (Нидерланды). Зуав является предметом нескольких эскизов и картин, выполненных художником в Арле.

## История
Ван Гогу было около 35 лет, когда он переехал в Арль на юге Франции. Там он был на пике своей карьеры, создав несколько лучших своих работ. Полотна, написанные в Арле, представляли различные аспекты повседневной жизни, такие как «Урожай в Ла-Кро», «Молодая японка», «Спальня в Арле» и «Ночная терраса кафе».

## Описание
Ван Гог был в восторге, когда нашёл модель для этого портрета и нарисовал две картины с солдатом-зуавом в июне 1888 года. Он описал его как мальчика, но на портрете изображён зуав более старшего возраста, с маленьким лицом, большой шеей и выразительными глазами. Портрет изображает загорелого человека с яркими цветами, которые Ван Гог назвал «дикой комбинацией неуместных тонов». Униформа зуавов была синей с красно-оранжевыми косами, красной феской и двумя жёлтыми звездами на груди. Солдат показан на фоне зелёной двери и оранжевой кирпичной стены.
Ограниченная цветовая палитра Ван Гога была не единственным его техническим новшеством в этих работах. Например, он создал рисунок Зуава карандашом и тростниковым пером, что демонстрирует признаки японского влияния.
Ван Гог остался недоволен картиной и назвал её «уродливой и неудачной», но принял это как вызов, который может расширить его художественный диапазон. Кроме портрета, он сделал ещё один рисунок, который его также не особенно порадовал, и картину «Сидящий зуав» на фоне белой стены.

## Галерея

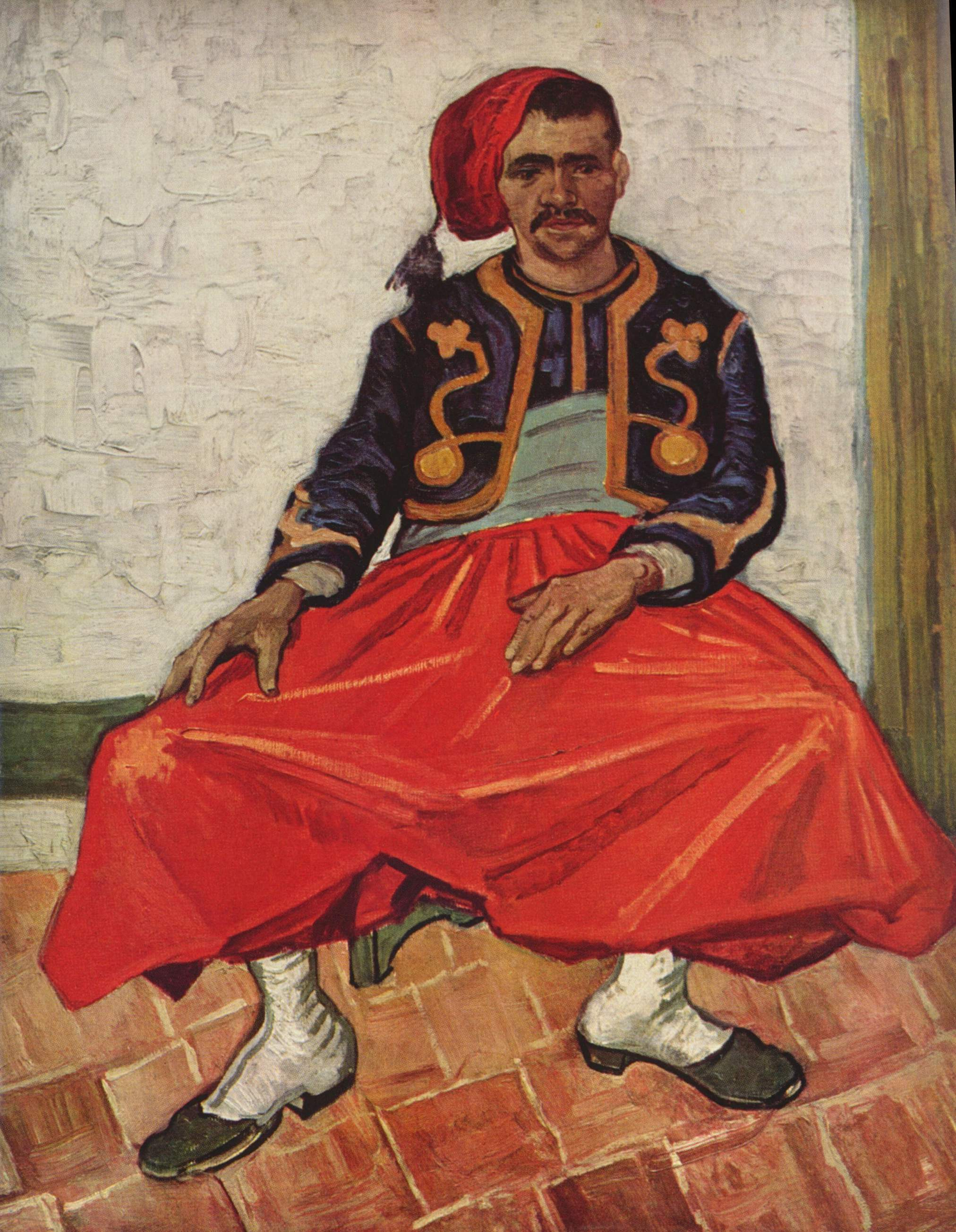
Картина «Сидящий зуав» (июнь 1888, частное собрание (F424))
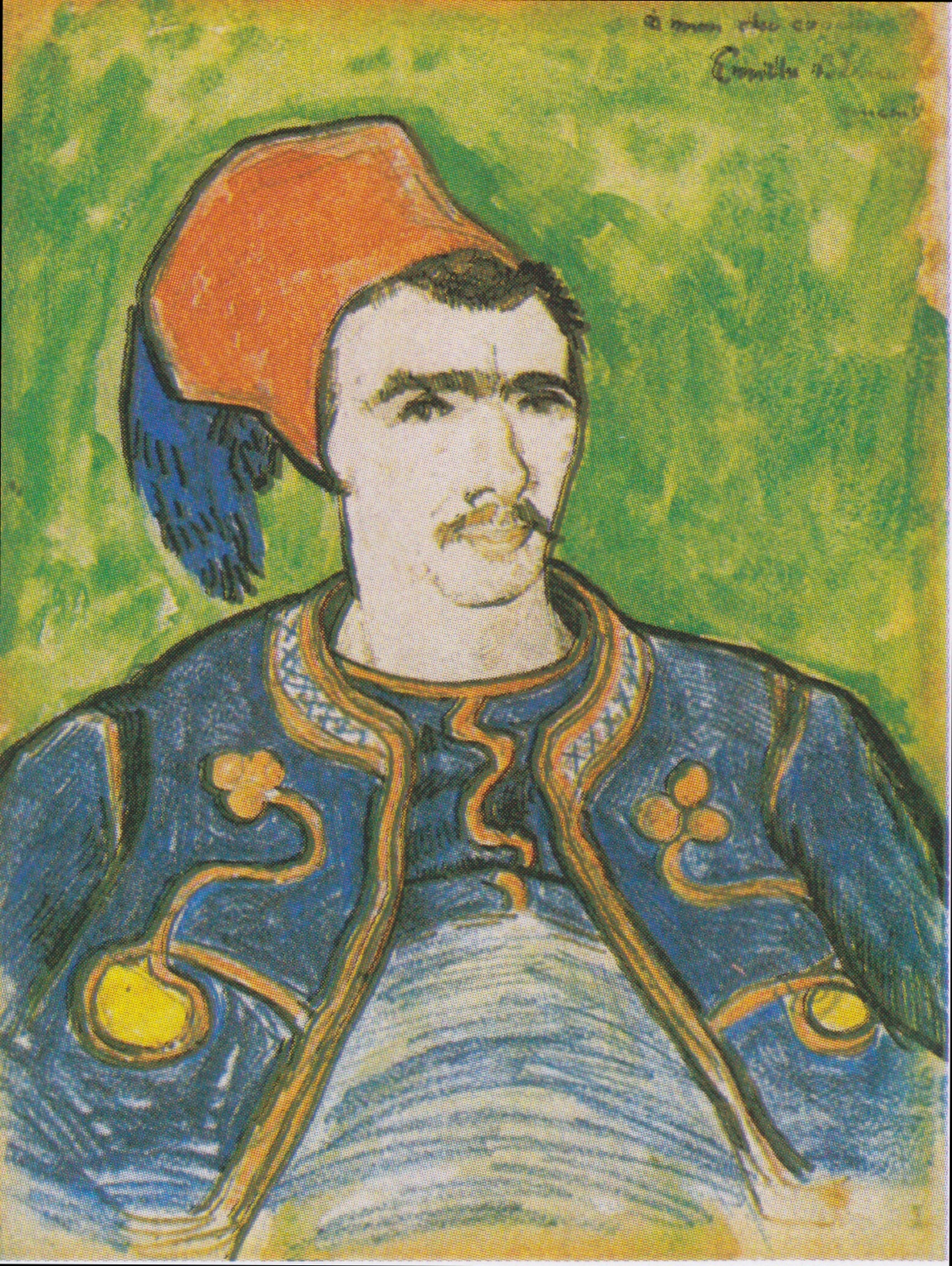
Акварельный рисунок «Зуав» (1888, Метрополитен-музей, Нью-Йорк (F1482))